# Costa Saracena-Castelluccio
Costa Saracena-Castelluccio è una località balneare del comune di Augusta nel libero consorzio comunale di Siracusa, situata fra le frazioni di Agnone Bagni e Brucoli.
Costa Saracena è caratterizzata da spiagge prevalentemente rocciose ricche di scogli di formazione vulcanica, scogliere, grotte, calétte e baie. La località, nota anche per la sua biodiversità, è particolarmente apprezzata da pescatori e sommozzatori per la presenza di pesci di scoglio, polpi, ricci e altri frutti di mare. Tra le varie specie di fauna ittica, ricordiamo anche la Caretta caretta, che nelle spiagge di Costa Saracena-Castelluccio trovano rifugio per la nidificazione.
Nei fondali del mare di Costa Saracena sono presenti vaste praterie di Posidonia oceanica.
Nel territorio sono presenti varie specie di uccelli, tra le quali il gabbiano; è presente una ricca flora, caratterizzata dalla tipica macchia mediterranea e dal naturalizzato fico d'India, i cui frutti sono raccolti e apprezzati dai locali sia al naturale che per la preparazione della mostarda di fichi d'India.
La zona è stata abitata dall'uomo sin dal neolitico; a prova di ciò, sono infatti numerose le grotte un tempo abitate in antichità e oggi ancora visibili nelle zone archeologiche: nel territorio di Costa Saracena-Castelluccio è situato un sito archeologico di rilevanza storica che, al suo interno, ha i resti di un insediamento neolitico, una necropoli protostorica risalente al X-IX secolo a.C., un'area di rinvenimento di ceramica greca, i resti di strutture murarie e frammenti fittili di età tardoantica e una di rinvenimento di età bizantina.
Dalle spiagge di Costa Saracena-Castelluccio si possono ammirare nel panorama la città di Catania, la Plaia e il Monte Etna, che si erge maestoso sul golfo di Catania.